# Leuconephra octias
Leuconephra octias är en fjärilsart som beskrevs av Edward Meyrick 1897. Leuconephra octias ingår i släktet Leuconephra och familjen nattflyn. Inga underarter finns listade i Catalogue of Life.